# Günter Häntzschel
Günter Häntzschel (* 10. August 1939 in Göttingen) ist ein deutscher Germanist. Er lehrte Deutsche Literaturwissenschaft an der Ludwig-Maximilians-Universität München und an der Universität Regensburg.

## Leben
Nach einer zweijährigen Buchhandelslehre in Hannover, dem Studium in Göttingen, Freiburg, Heidelberg, Besançon und München, seiner Promotion zum Dr. phil. (1967) und Habilitation (1975) war er von 1979 bis 2004 Professor für Deutsche Literaturwissenschaft an der Universität München und Gastprofessor an der University of Minnesota, Minneapolis, USA; am Central Institute of English and Foreign Languages Hyderabad, Indien; an der University of Wisconsin, Madison, USA und Max-Kade-Professor an der Pennsylvania State University, University Park, USA. 1967 heiratete er die Literaturwissenschaftlerin Hiltrud Häntzschel. Er hat drei Kinder, den Journalisten Jörg Häntzschel, die Goldschmiedin Heike von Schlebrügge, den Grafikdesigner Ole Häntzschel. Von 1990 bis 1999 war Häntzschel Präsident der Hebbel-Gesellschaft, von 1999 bis 2006 Vorsitzender der Goethe-Gesellschaft München.
Seine Forschungsgebiete sind Deutsche Literaturgeschichte vom 18. Jahrhundert bis zur Gegenwart sowie Sozialgeschichte der Literatur. Er ist Mitherausgeber von „treibhaus. Jahrbuch für die Literatur der fünfziger Jahre“ 1 (2005) ff.

## Publikationen (Auswahl)
- Tradition und Originalität. Allegorische Darstellung im Werk Annette von Droste-Hülshoffs (= Studien zur Poetik und Geschichte der Literatur. 9). Kohlhammer, Stuttgart u. a. 1968, (Zugleich: München, Universität, Dissertation, 1967/1968).
- Johann Heinrich Voß. Seine Homer-Übersetzung als sprachschöpferische Leistung (= Zetemata. 68). Beck, München 1977, ISBN 3-406-05158-8 (Zugleich: München, Universität, Habilitationsschrift, 1975).
- als Herausgeber: Bildung und Kultur bürgerlicher Frauen 1850–1918. Eine Quellendokumentation aus Anstandsbüchern und Lebenshilfen für Mädchen und Frauen als Beitrag zur weiblichen literarischen Sozialisation (= Studien und Texte zur Sozialgeschichte der Literatur. 15). Niemeyer, Tübingen 1986, ISBN 3-484-35015-6.
- Die deutschsprachigen Lyrikanthologien 1840–1914. Sozialgeschichte der Lyrik des 19. Jahrhunderts (= Buchwissenschaftliche Beiträge aus dem Deutschen Bucharchiv München. 58). Harrassowitz, Wiesbaden 1997, ISBN 3-447-03935-3.
- mit Hiltrud Häntzschel: „Ich wurde eine Romanfigur“. Wolfgang Koeppen 1906–1996. Suhrkamp, Frankfurt am Main 2006, ISBN 3-518-41769-X.
- mit Adrian Hummel, Jörg Zedler: Deutschsprachige Literatur der 1950er Jahre. Fiktionale Literatur in Quellen, Analysen und Interpretationen (= Buchwissenschaftliche Beiträge aus dem Deutschen Bucharchiv München. 76). Harrassowitz, Wiesbaden 2009, ISBN 978-3-447-05656-4.
- Sammel(l)ei(denschaft). Literarisches Sammeln im 19. Jahrhundert. Königshausen & Neumann, Würzburg 2014, ISBN 978-3-8260-5420-4.
- Annette Kolb: Werke. Vier Bände. Herausgegeben im Auftrag der Deutschen Akademie für Sprache und Dichtung und der Wüstenrot Stiftung von Hiltrud und Günter Häntzschel. Wallstein, Göttingen 2017.